# プレシディオの男たち
『プレシディオの男たち』（プレシディオのおとこたち、The Presidio）は1988年のアメリカ合衆国のサスペンス映画。
監督はピーター・ハイアムズ、出演はショーン・コネリーとマーク・ハーモンなど。
米軍基地サンフランシスコ・プレシディオで起きた女性憲兵殺人事件を共に捜査することになった元憲兵の刑事とその憲兵当時の上司である憲兵隊長の活躍を描く。

## 登場人物
アラン・コールドウェル中佐
プレシディオ基地憲兵隊長。ジェイとは互いに憎み合っている。格闘に長けており、チンピラと戦いになったさいは苦も無く相手をねじ伏せた。娘のことを心配しているが少々過保護。
ジェイ・オースティン
サンフランシスコ警察の刑事。
元憲兵でコールドウェル中佐のかつての部下。諸々の事情から除隊した。
ドナ・コールドウェル
コールドウェル中佐の娘。父親とは上手く行っていない。ジェイと愛し合うようになり、このことで父に尚更反発する。
ロス・マクルーア元曹長
コールドウェル中佐の戦友で親友。現在は陸軍史料館で働いている。
パティ・ジーン・リンチ
女性憲兵。基地でパトロールしていたところを謎の二人組に殺害される。オースティンの憲兵時代の同僚でもあった。
ポール・ローレンス大佐
プレシディオ基地幹部。ジェイとの間に因縁がある人物。
アーサー・ピール
実業家。パティ・ジーン殺害の際に使用された車の所有者。

## キャスト
| 役名                       | 俳優                          | 日本語吹替 | 日本語吹替                           | 日本語吹替                                  |
| 役名                       | 俳優                          | ソフト版   | フジテレビ版                         | 機内上映版                                  |
| -------------------------- | ----------------------------- | ---------- | ------------------------------------ | ------------------------------------------- |
| アラン・コールドウェル中佐 | ショーン・コネリー            | 瑳川哲朗   | 若山弦蔵                             | 森川公也                                    |
| ジェイ・オースティン       | マーク・ハーモン              | 池田秀一   | 堀内賢雄                             | 池田秀一                                    |
| ドナ・コールドウェル       | メグ・ライアン                | 勝生真沙子 | 伊藤美紀                             | 勝生真沙子                                  |
| ロス・マクルーア元曹長     | ジャック・ウォーデン          | 富田耕生   | 藤本譲                               |                                             |
| アーサー・ピール           | マーク・ブラム                | 小島敏彦   | 富山敬                               |                                             |
| ポール・ローレンス大佐     | ダナ・グラッドストーン        | 加藤精三   | 麦人                                 |                                             |
| パティ・ジーン・リンチ     | ジェニット・ゴールドスタイン  | さとうあい | 井上喜久子                           |                                             |
| ジーク                     | マーヴィン・J・マッキンタイア | 江原正士   | 牛山茂                               |                                             |
| ハワード・バックリー       | ドン・カルファ                | 広瀬正志   | 辻親八                               |                                             |
| マーヴィン・パウエル刑事   | ジョン・ディサンティ          | 池田勝     | 加藤正之                             |                                             |
| ガーフィールド軍曹         | カーティス・W・シムズ         | 池田勝     | 郷里大輔                             |                                             |
| マーク                     | パトリック・キルパトリック    | 大塚明夫   | 石塚運昇                             |                                             |
| バイグレイブ               | ジェシー・D・ゴインズ         | 大塚明夫   | 中尾隆聖                             |                                             |
| グロリア                   | スーザン・セイガー            | 色川京子   | 駒塚由衣                             |                                             |
| ドットソン                 | ピート・アンティコ            | 小島敏彦   | 大塚芳忠                             |                                             |
| ゴードン大尉               | マイケル・フォスバーグ        | 西村知道   | 鈴置洋孝                             |                                             |
| ミューラー軍曹             | ロバート・レッサー            | 喜多川拓郎 | 有本欽隆                             |                                             |
| バーの荒くれ者             | リック・ズムワルト            | 大山高男   | 笹岡繁蔵                             |                                             |
| 教師                       | ルース・デ・ソーサ            | 竹口安芸子 | 岡のりこ                             |                                             |
| ジュリアス                 | チャッキー・デイヴィス        | 近藤玲子   | 林裕美子                             |                                             |
| 警部補                     | ボブ・ディリーガル            | 塚田正昭   | 吉水慶                               |                                             |
| その他                     |                               |            | 森一                                 |                                             |
| 日本語版スタッフ           |                               |            |                                      |                                             |
| 演出                       | 演出                          | 蕨南勝之   | 小林守夫                             |                                             |
| 翻訳                       | 翻訳                          | 島伸三     | 島伸三                               |                                             |
| 調整                       | 調整                          | 東北新社   | リレーション                         |                                             |
| 録音                       | 録音                          |            | アバコスタジオ                       |                                             |
| 担当                       | 担当                          |            | 柳沼聡仁                             |                                             |
| 制作                       | 制作                          | 東北新社   | フジテレビ 東北新社                  |                                             |
| 解説                       | 解説                          |            | 高島忠夫                             |                                             |
| 初回放送                   | 初回放送                      |            | 1991年4月20日 『ゴールデン洋画劇場』 | 2001年10月12日 WOWOW 19:00-20:40 ノーカット |

## 作品の評価
Rotten Tomatoesによれば、30件の評論のうち高評価は37%にあたる11件で、平均点は10点満点中5.2点、批評家の一致した見解は「『プレシディオの男たち』はキャストがあまりに豪華で演出も満足のいくものであるため真に苦痛を感じることはないが、アクションファンにとってはもっと魅力的な選択肢は他にいくらでもあるだろう。」となっている。
Metacriticによれば、11件の評論のうち、高評価はなく、賛否混在は5件、低評価は6件で、平均点は100点満点中31点となっている。